# Línea 5 del Metro de Shanghái
La línea 5 es una línea del sur de la red del Metro de Shanghái. Es una línea de metro ligero operada en los distritos de Minhang y Fengxian. Tiene una línea principal y una línea ramal.

## Estaciones[1]
| P | R | Nombre de la estación Castellano | Nombre de la estación Hanzi | Transbordo | Localización |
|   |   |                                  |                             |            |              |
| ● |   | Xinzhuang                        | 莘庄                        |            | Minhang      |
| ● |   | Calle Chunshen                   | 春申路                      |            | Minhang      |
| ● |   | Calle Yindu                      | 银都路                      |            | Minhang      |
| ● |   | Zhuanqiao                        | 颛桥                        |            | Minhang      |
| ● |   | Beiqiao                          | 北桥                        |            | Minhang      |
| ● |   | Calle Jianchuan                  | 剑川路                      |            | Minhang      |
| ● | ● | Calle Dongchuan                  | 东川路                      |            | Minhang      |
| ● |   | Calle Jiangchuan                 | 江川路                      |            | Minhang      |
| ● |   | Xidu                             | 西渡                        |            | Fengxian     |
| ● |   | Xiaotang                         | 萧塘                        |            | Fengxian     |
| ● |   | Avenida Fengpu                   | 奉浦大道                    |            | Fengxian     |
| ● |   | Calle Huanchengdong              | 环城东路                    |            | Fengxian     |
| ● |   | Calle Wangyuan                   | 望园路                      |            | Fengxian     |
| ● |   | Lago Jinhai                      | 金海湖                      |            | Fengxian     |
| ● |   | Fengxian Xincheng                | 奉贤新城                    |            | Fengxian     |
|   | ● | Calle Jinping                    | 金平路                      |            | Minhang      |
|   | ● | Calle Huaning                    | 华宁路                      |            | Minhang      |
|   | ● | Calle Wenjing                    | 文井路                      |            | Minhang      |
|   | ● | Zona de Desarrollo de Minhang    | 闵行开发区                  |            | Minhang      |